# FC Sibir Novosibirsk
El FC Sibir Novosibirsk (en ruso: ФК «Сибирь» Новосибирск) fue un club de fútbol de Rusia de la ciudad de Novosibirsk en Siberia. El club fue fundado en 1934 y disputaba sus partidos como local en el estadio Spartak, con capacidad para 12.500 espectadores. 

## Historia
El club fundado en 1934 ha tenido varios nombres: 
- Burevestnik (Petrel) entre 1936 y 1937
- Krylya Sovetov (Bastidores Soviéticos) entre 1938 y 1956
- Sibselmash (Maquinaria Agrícola de Siberia) en 1957 y 1965
- SETM (Ingeniería Eléctrica Pesada de Siberia) en 1970
- Dzerzhinets (por Feliks Dzerzhinski) en 1971
- Chkalovets (por Valery Chkalov) desde 1972 a 1991 y entre 1993 y 1999
- Chkalovets-FoKuMiS en 1992
- Chkalovets-1936 entre 2000 y 2005
- Sibir (Siberia) entre 2006 y 2019

En los inicios el equipo jugaba en las ligas soviéticas, entre 1937 y 1991. En 1992 Chkalovets entró en la recién creada Primera División de Rusia y en 1994 se trasladó a la Segunda División de Rusia después de la reducción de la otra división. En 1994 Chkalovets fueron ascendidos. En 1996 Chkalovets terminó último entre 22 equipos y fueron relegados a la segunda liga. En 2000 se fusionó con Chkalovets Olimpik Novosibirsk, manteniendo su lugar en la Liga de Segunda, y el equipo nombrado Chkalovets-1936 entró en la liga de aficionados (KFK). Chkalovets-1936 fueron ascendidos a la Liga de Segunda después de la temporada de 2000, y en 2004 se logró el ascenso a la Primera División. Cambiaron su nombre como Sibir en 2006 y ascendido a Liga Premier de Rusia una vez después de terminar en primer lugar de la liga como 2 º en 2009.
Luego de descender a la Segunda División de Rusia al finalizar la temporada 2018/19 el club no obtuvo el estatus de equipo profesional y desapareció, cediendo su lugar al FC Novosibirsk como el equipo representante de la ciudad.

## Rivalidades
Su rival histórico fue el Tom Tomsk con el que disputaba el Clásico de Siberia.

## Uniforme
- Uniforme titular: Camiseta azul con mangas azules, pantalón azul, medias azules.
- Uniforme alternativo: Camiseta blanca con detalles negros, pantalón blanco, medias blancas.

## Estadio
El equipo disputa los partidos de local en el estadio Spartak de Novosibirsk. Fue inaugurado en 1927 luego de dos años de construcción. Tiene una capacidad para 12.500 espectadores.

## Datos del club
- Temporadas en Primera División: 1 (2010 - ).
- Temporadas en Segunda División: 9 (1992 - 1993, 1995 - 1996, (2005 - 2009).
- Temporadas en Tercera División: 8 (1994, 1997 - 1999, 2001 - 2004).
- Mejor puesto en la liga: 1º (En 1994 y 2004 en la Tercera División).
- Peor puesto en la liga: 22º (En 1996 en la Segunda División).

## Otras secciones y filiales
El FC Sibir-2 Novosibirsk (en ruso: «Сибирь‑2» Новосибирск) era la principal filial del equipo. Se fundó en 2003 bajo el nombre de FC Chkalovets-1936-2 Novosibirsk. El último campeonato que disputó fue en la zona este de la Tercera División logrando el cuarto lugar.

## Palmarés

### Torneos nacionales
- Tercera División (2): 1994, 2004.
- Subcampeón de la Segunda División (1): 2009.
- Subcampeón de la Tercera División (2): 1998, 2002.

## Entrenadores
| - Yuri Zabrodin (1957-1960) - Vasili Fomichev (1971-1972) - Valeri Yerkovich (1988-1993) - Leonid Shevchenko (1994-1996) - Vladimir Zaburdayev (1996) - Valeri Yerkovich (1997) - Sergei Iromashvili (1998-2002) - Valeri Shmarov (2003) - Vladimir Puzanov (2004-2005) | - Anatoli Davydov (2005-2006) - Dmitri Radyukin (2006-2007) - Vladimir Faizulin (2007-2008) - Sergey Oborin (2008) - Igor Kriushenko (2009-2011) - Dmitri Radyukin (2011-2012) - Alex Miller (2012) - Dariusz Kubicki (2012) | - Sergey Yuran (2012-2013) - Sergey Kirsanov (2013) - Dariusz Kubicki (2013) - Sergey Kirsanov (2013) - Sergey Balakhnin (2013-2014) - Sergey Kirsanov (2014) - Andrey Gordeev (2014-2018) - Sergey Yuran (2018-2019) |